# Janževa Gora
Janževa Gora – wieś w Słowenii, w gminie Selnica ob Dravi. W 2018 roku liczyła 456 mieszkańców.